# Tepuihyla obscura
Tepuihyla obscura é uma espécie de anfíbio anuro da família Hylidae. Está presente na Venezuela. A UICN classificou-a como deficiente de dados.